# NUMAnimation
NUMAnimation es un bloque de programación de anime nocturno establecido por TV Asahi desde el 5 de abril de 2020 (medianoche del 4 de abril).

## Historia
Desde octubre de 1997, TV Asahi ha estado transmitiendo programas de anime de manera irregular en la zona horaria de la noche (temprano en la mañana), pero con la reorganización de programas en el período de abril de 2020, TV Asahi por primera vez en historia comenzó a anime nocturno. Se reveló el 22 de enero de mismo año que se establecería un  un bloque de programación. A partir del período que finaliza en octubre de 2019, las primeras horas del domingo (sábado a medianoche) se convertirán en el cuadro de animación nocturno y empezó con la retransmición de Yuri!!! on Ice. En el siguiente período de enero de 2020, luego de la emisión de Kyokō Suiri, este fue el primer trabajo nuevo que desde que Tiger Mask W se transmitió de octubre de 2016 a julio de 2017.
TV Asahi se ha contentado durante mucho tiempo con el hecho de que hay pocos espacios de animación en las horas nocturnas. Un punto de inflexión importante fue la apertura de un canal de anime nocturno en AbemaTV (actualmente ABEMA), que se lanzó junto con CyberAgent en abril de 2016. Transmitido de octubre a diciembre de 2016 Yuri!!! on Ice se convirtió en un éxito, y AbemaTV, que comenzó con la entrega previa exclusiva, también logró ciertos resultados.
El nombre del bloque, NUMAnimation, significa «pantano» o «caída del pantano», lo que se dice que es «profundamente adictivo», y también pretende crear una marca de anime nocturno que no sólo los fanes del anime japonés sino también los del extranjero encontrarán «interesante» y «algo que les guste ver». En otras palabras, también es el nombre de la etiqueta para los «fans principales que suelen ser espectadores de anime a altas horas de la noche».
A partir del período de octubre de 2020, junto con el bloque ANiMAZiNG!!! de Asahi Broadcasting Television (ABC TV), que se estableció recientemente, la red se expandió de Kanto a las 24 estaciones de ANN. La Internetización simultánea en Japón de este bloque es consciente de «un sentido de unidad en la visualización simultánea», y se dice que se incluyó en los requisitos previos desde el comienzo del proyecto. Además, TV Asahi no inserta un «logotipo en movimiento» después de los comerciales.
Para resaltar la originalidad y los puntos fuertes de la emisora en la formación de este espacio, se emite un número relativamente grande de producciones deportivas, aprovechando el gran número de competiciones para las que TV Asahi tiene derechos de transmisión deportiva, y Hitoshi Ono, subdirector a cargo de la animación en la Oficina de Organización de Contenidos de TV Asahi, dijo: «En el futuro, nos centraremos en la comercialización digital, especialmente en las obras que puedan destinarse y comercializarse digitalmente, especialmente juegos».
Durante el verano, el programa de resumen de béisbol de la escuela secundaria Nekuto Koshien (producido por Asahi Broadcasting Television, excepto cuando se cancela debido a la lluvia), la emisión deportiva del bloque ANiMAZiNG!!! (producida por Asahi Broadcasting Corporation TV, excepto cuando se cancela por lluvia) y las emisiones deportivas, el tiempo de emisión del bloque puede retrasarse considerablemente o suspenderse.

## Títulos
| #  | Título                                     | Fecha de inicio       | Fecha de fin             | Eps. | Estudio                                    | Notas                                                                                               | Refs.  |
| -- | ------------------------------------------ | --------------------- | ------------------------ | ---- | ------------------------------------------ | --------------------------------------------------------------------------------------------------- | ------ |
| 1  | Yesterday wo Utatte                        | 5 de abril de 2020    | 21 de junio de 2020      | 12   | Doga Kobo                                  | Adaptación del manga de Kei Tōme.                                                                   |        |
| 2  | Neon Genesis Evangelion                    | 5 de julio de 2020    | 27 de septiembre de 2020 | 12   | Tatsunoko Production Gainax                | Retransmisión del anime de 1995. Selección de emisión de 12 episodios por votación de la audiencia. |        |
| 3  | Taiso Samurai                              | 11 de octubre de 2020 | 20 de diciembre de 2020  | 11   | MAPPA                                      | Trabajo original.                                                                                   |        |
| 4  | World Trigger 2                            | 10 de enero de 2021   | 4 de abril de 2021       | 12   | Toei Animation                             | Secuela de World Trigger.                                                                           |        |
| 5  | Battle Athletes Daiundōkai ReSTART!        | 11 de abril de 2021   | 27 de junio de 2021      | 12   | Seven                                      | Trabajo original.                                                                                   |        |
| 6  | RE-MAIN                                    | 4 de julio de 2021    | 3 de octubre de 2021     | 12   | MAPPA                                      | Trabajo original.                                                                                   |        |
| 7  | World Trigger 3                            | 10 de octubre de 2021 | 23 de enero de 2022      | 14   | Toei Animation                             | Secuela de World Trigger 2.                                                                         |        |
| 8  | Ryman's Club                               | 30 de enero de 2022   | 17 de abril de 2022      | 12   | Liden Films                                | Trabajo original.                                                                                   |        |
| 9  | Kakkō no Iinazuke                          | 24 de abril de 2022   | 2 de octubre de 2022     | 24   | Shin-Ei Animation SynergySP                | Adaptación del manga de Miki Yoshikawa.                                                             |        |
| 10 | Blue Lock                                  | 9 de octubre de 2022  | 26 de marzo de 2023      | 24   | 8-Bit                                      | Adaptación del manga escrito por Muneyuki Kaneshiro e ilustrado por Yusuke Nomura.                  |        |
| 11 | Boku no Kokoro no Yabai Yatsu              | 2 de abril de 2023    | 16 de julio de 2023      | 12   | Shin-Ei Animation                          | Adaptación del manga escrito e ilustrado por Norio Sakurai.                                         |        |
| 12 | Uchi no Kaisha no Chīsai Senpai no Hanashi | 2 de julio de 2023    | 1 de octubre de 2023     | 12   | Project No.9                               | Adaptación del manga escrito e ilustrado por Saisō.                                                 |        |
| 13 | Bokura no Ameiro Protocol                  | 8 de octubre de 2023  | 24 de diciembre de 2023  | 12   | Quad                                       | Trabajo original.                                                                                   |        |
| 14 | Boku no Kokoro no Yabai Yatsu 2nd Season   | 7 de enero de 2024    | 30 de marzo de 2024      | 13   | Shin-Ei Animation                          | Secuela de Boku no Kokoro no Yabai Yatsu.                                                           |        |
| 15 | Sasayaku You ni Koi wo Utau                | 14 de abril de 2024   | 28 de diciembre de 2024  | 12   | Cloud Hearts Yokohama Animation Laboratory | Adaptación del manga escrito e ilustrado por Eku Takeshima.                                         |        |
| 16 | Shōshimin                                  | 6 de julio de 2024    | 14 de septiembre de 2024 | 10   | Lapin Track                                | Adaptación de las novelas escrito e ilustrado por Honobu Yonezawa.                                  | [ 6 ]  |
| 17 | Kimi wa Meido-sama                         | 6 de octubre de 2024  | 22 de diciembre de 2024  | 12   | Felix Film                                 | Adaptación del manga escrito e ilustrado por Shotan.                                                | [ 7 ]  |
| 18 | Medalist                                   | 5 de enero de 2025    | 30 de marzo de 2025      | 13   | ENGI                                       | Adaptación del manga escrito e ilustrado por Tsurumaikada.                                          |        |
| 19 | Shōshimin 2nd Season                       | 5 de abril de 2025    | 22 de junio de 2025      | 12   | Lapin Track                                | Secuela de Shōshimin.                                                                               | [ 8 ]  |
| 20 | Ame to Kimi to                             | 6 de julio de 2025    | TBA                      | TBA  | Lesprit                                    | Adaptación del manga escrito e ilustrado por Ko Nikaido.                                            | [ 9 ]  |
| 21 | Tomodachi no Imōto ga Ore ni Dake Uzai     | Octubre de 2025       | TBA                      | TBA  | Blade                                      | Adaptación de la novela ligera japonesa escrita por Ghost Mikawa e ilustrada por Tomari.            | [ 10 ] |